# Milan-San Remo 1983
L'édition 1983 de la course cycliste Milan-San Remo s'est déroulée le samedi 19 mars et a été remportée en solitaire par l'Italien Giuseppe Saronni, champion du monde en titre.

## Classement final
|    | Cycliste          | Pays     | Équipe                           | Temps           |
| -- | ----------------- | -------- | -------------------------------- | --------------- |
| 1  | Giuseppe Saronni  | Italie   | Del Tongo-Colnago                | 7 h 07 min 59 s |
| 2  | Guido Bontempi    | Italie   | Inoxpran-Lumenflon               | + 44 s          |
| 3  | Jan Raas          | Pays-Bas | TI-Raleigh-Campagnolo            | + 44 s          |
| 4  | Eric Vanderaerden | Belgique | Jacky Aernoudt-Rossin-Campagnolo | + 44 s          |
| 5  | Sean Kelly        | Irlande  | Sem-France Loire-Mavic-Reydel    | + 44 s          |
| 6  | Juan Fernández    | Espagne  | Zor-Gemeaz                       | + 44 s          |
| 7  | Franco Chioccioli | Italie   | Vivi-Benotto-Puma                | + 44 s          |
| 8  | Noël Dejonckheere | Belgique | Teka                             | + 44 s          |
| 9  | René Bittinger    | France   | Sem-France Loire-Mavic-Reydel    | + 44 s          |
| 10 | Gabriele Landoni  | Italie   | Vivi-Benotto-Puma                | + 44 s          |